# Norra Valkebo landskommun
Norra Valkebo landskommun var en tidigare kommun i Östergötlands län.

## Administrativ historik
Den 1 januari 1952 genomfördes den första av 1900-talets två genomgripande kommunreformer i Sverige. Antalet kommuner minskades från 2498 till 1037.
Norra Valkebo bildades då genom sammanläggning av de tidigare landskommunerna Björkeberg, Rappestad, Sjögestad, Vikingstad och Västerlösa.
Den fick sitt namn efter Valkebo härad, trots att inte Björkebergs landskommun låg där.
Kommunen existerade fram till 1971, då den gick upp i Linköpings kommun, där området nu utgör den västra delen.
Kommunkoden var 0521.

### Kyrklig tillhörighet
I kyrkligt hänseende tillhörde kommunen församlingarna Björkeberg, Rappestad, Sjögestad, Vikingstad och Västerlösa.

## Geografi
Norra Valkebo landskommun omfattade den 1 januari 1952 en areal av 121,46 km², varav 120,64 km² land.

### Tätorter i kommunen 1960
I Norra Valkebo landskommun fanns tätorten Vikingstad, som hade 1 013 invånare den 1 november 1960. Tätortsgraden i kommunen var då 27,9 procent.

## Politik

### Mandatfördelning i valen 1950–66
| 18 | 10 | 2 | 5 |

| 34 |

| 17 | 9 | 3 | 6 |

| 32 |

| 16 | 9 | 3 | 7 |

| 32 |

| 17 | 9 | 4 | 5 |

| 32 |

| 15 | 9 | 4 |  | 6 |

| 30 | 5 |